# Florence Lawrence
Florence Lawrence, född 2 januari 1886 i Hamilton, Ontario, Kanada, död 28 december 1938 i Beverly Hills, Kalifornien, var en kanadensisk skådespelare.
Hon filmdebuterade i New York 1906 och medverkade sedan i ett stort antal filmer av Vitagraph Studios innan hon värvades av D.W. Griffith till Biograph. Vid denna tid var filmskådespelarnas namn okända för allmänheten och Lawrence blev känd som "The Biograph Girl" och andra smeknamn. Carl Laemmle, producent för Independent Moving Pictures (IMP) lanserade kring 1910 Lawrence som filmstjärna och hon har kallats för världens första filmstjärna. 1912 bildade hon och hennes man Harry Solter sitt eget bolag, Victor Film Company. 1914 skadades hon vid en filminspelning och drog sig sedan tillbaka från skådespelarkarriären, men gjorde sporadiska filmroller. I början av 1920-talet försökte hon sig på en comeback utan större framgång. Under 1930-talet gjorde hon småroller för att förtjäna sitt uppehälle. Hon begick självmord 1938 med hjälp av myrgift.

## Filmografi (i urval)
- 1907 - Daniel Boone
- 1908 - Macbeth
- 1908 - Romeo och Julia
- 1908 - Salome
- 1908 - Skriet från vildmarken